# Ralph Hartley
Pour les articles homonymes, voir Hartley.
Ralph Vinton Lyon Hartley (30 novembre 1888 – 1er mai 1970) est un chercheur en électronique. Il a inventé un type d'oscillateur : l'oscillateur Hartley, et défini la transformation mathématique dite Transformation de Hartley. Il a contribué au fondement de la théorie de l'information.

## Biographie
Hartley est né en Spruce, Nevada, aux États-Unis et a étudié à l'université de l'Utah, recevant un A.B. degree en 1909. Il entre à l'université d'Oxford en 1912 et obtient un B.Sc. en 1913. Il se marie à Florence Vail de Brooklyn le 21 mars 1916. Le couple n'eut pas d'enfants.
À son retour aux États-Unis, il est employé au laboratoire de recherche de la Western Electric Company. En 1915, il est responsable du développement de récepteurs radio lors des essais transatlantiques de radiotéléphonie du Bell System. Il développe l'oscillateur qui portera plus tard son nom, mais aussi un circuit neutralisant permettant d'éliminer le couplage entre triodes. Une demande de brevet pour l'oscillateur est déposée le 1er juin 1915 et le brevet décerné le 26 octobre 1920.
Après la Première Guerre mondiale, il travaille aux laboratoires Bell. Il y effectue des recherches sur les répéteurs, la voix et la transmission sur onde porteuse. Sa publication "Transmission of Information" de 1928 dans le Bell System Technical Journal (BSTJ) est considérée comme le prérequis le plus important à la théorie de l'information de Shannon. Il y formule la loi fondamentale suivante: « Le montant total d'information qui peut être transmis est proportionnel à la largeur de la bande de fréquence transmise et à la durée de transmission ».
Après environ 10 ans de maladie, il revient aux laboratoires Bell en 1939 en tant que conseiller. Il se retire en 1950 et décède le 1er mai 1970 à l'âge de 81 ans.
L'unité d'information correspondant à un chiffre décimal porte son nom (symbole Hart).

## Récompenses
- Médaille d'honneur de l'IRE (Institute of Radio Engineers) en 1946, pour son oscillateur et pour la loi de proportionnalité de l'information. L'IRE a plus tard fusionné dans l'IEEE, Institut des ingénieurs électroniciens et électriciens. La récompense est devenue la médaille d'honneur de l'IEEE.
- Camarade de l'association américaine pour l'avancement de la Science

## Publications
- Hartley, R.V.L., "Transmission of Information", Bell System Technical Journal, July 1928, p. 535–563.
- Hartley, R.V.L., "A More Symmetrical Fourier Analysis Applied to Transmission Problems", Proc. IRE 30, p. 144–150 (1942).
- Hartley, R.V.L., "A New System of Logarithmic Units", Proceedings of the I.R.E., January 1955, Vol. 43, No. 1.
- Hartley, R.V.L., "Information Theory of The Fourier Analysis and Wave Mechanics", August 10, 1955, publication information unknown.
- Hartley, R.V.L., "The Mechanism of Gravitation", January 11, 1956, publication information unknown.
- Hartley, R.V.L., "A Wave Mechanism of Quantum Phenomena", "Physical Review", Volume 33, Page 289, 1929 (abstract only)
- Hartley, R.V.L., "Oscillations in Systems with Non-Linear Reactance", "Bell System Technical Journal" Volume 15, Number 3, July 1936, p. 424 - 440

### Sources
- Ralph V. L. Hartley, Legacies, updated January 23 2003, IEEE History Center
- US Patent 1,356,763, 26 octobre 1920, United States Patent and Trademark Office